# Monasterio de San Salvador de Puyó
El monasterio de San Salvador de Puyó fue un cenobio ubicado en los alrededores de Sinués, en la provincia española de Huesca.

## Ubicación
Se accede desde el kilómetro 17,4 de la A-2605 a través de una pista descendente que cruza el río Estarrún, encontrándose las ruinas a trescientos metros.

## Historia
El monasterio, del que hay menciones ya en 1025, estaba situado a orillas del río Estarrún. En el 1030 fue anexionado al de San Juan de la Peñamediante una donación del rey Sancho III, aunque desde el 1071 dependían del entonces priorato de San Adrián de Sásabe.
Se trataba de un cenobio con importancia entre los siglos VIII y IX, ya que Alfonso I de Aragón estudió gramática con el prior de San Salvador, Galindo de Abós, al igual que otros parientes como su tío Sancho Ramírez, hicieron con personas de otros cenobios como fue el futuro obispo de Jaca, Pedro, cuando este aún ejercía como abad de San Juan de la Peña. 

### Redescubrimiento
En el 1999 el antropólogo Ricardo Mur Saura consiguió localizar los restos del monasterio, ubicandolo a 850 metros sobre el río Estarrún y ubicándolo cerca del también ruinoso monasterio de San Salvador de Biasós, que sitúa a 1.100 metros de altitud.

## Descripción
En el momento de su anexión a San Juan de la Peña, contaba con varias poblaciones del valle de Aísa como Puyo, Jasa, Lastiesas, Sodarana, Biasués y San Fructuoso de Sinués bajo su control, aunque posteriormente Alfonso I le donó también la iglesia de San Sebastián de Biasués.
Aparece descrito, una vez desaparecido, en el octavo volumen del Teatro histórico de las iglesias del reyno de Aragon de Ramón de Huesca con las siguientes palabras:

Monasterio de San Salvdor de Puyó. Estuvo situado enfrente y casi á la vista del monte de San Juan de la Peña mirando al Pirineo. La primera memoria de este Monasterio es la de su anexîon al de San Juan de la Peña, hecha por Don Sancho el Mayor en el año 1025, y confirmada por Don Sancho Ramirez en el privilegio Ob honorem: se ignora su antigüedad. En el archivo de San Juan de la Peña, ligarza 7. num. 14. se conserva original un privilegio del Rey Don Alonso el Batallador en que concede á la Iglesia de San Salvador de Puyó el pequeño Monasterio de San Salvador de Viasós con todas sus pertenencias, y ciertos fueros y franquezas, expresando que concede el privilegio, entre otras causas, por haberse criado y aprendido allí la lengua latina: & quia ego ibi steti & didici litteras artis gramaticae. Su data en la Era T.C.XVI. (año de Christo 1108). Consta por el mismo instrumento que su Maestro se llamaba Domingo de Arbós. Es verisimil que fuese Monge de San Juan de la Peña, á quien pertenecia la Iglesia de Puyó con título de Priorato.
(Huesca, 1802, pp. 437-438)

En su Inventario de las ermitas de Huesca Cristian Laglera describe sus restos así:

Se trata de un edificio de nave única canónicamente orientado de unos 12x6 metros. La puerta de acceso, que todavía conserva una jamba, abre al sur. Hay restos de aparejo claramente medieval y otros de construcción más reciente (s. XVII-XVIII). Perviven los arranques de la bóveda de medio cañón de la cabecera, sin duda, la parte mas "moderna" del edificio.
Cristian Laglera Bailo